# Planeta pozasłoneczna

Kolejne położenia planety Beta Pictoris b w latach 2013–2018, sfotografowane przy pomocy instrumentu Gemini Planet Imager

Planeta pozasłoneczna, egzoplaneta (gr. εξω – exo: poza, na zewnątrz) – planeta znajdująca się w układzie planetarnym, krążąca wokół gwiazdy (lub gwiazd) innej niż Słońce.
Najczęściej pozasłoneczne układy planetarne znacznie różnią się od Układu Słonecznego, co po części może być efektem niedoskonałości metod ich wykrywania. Analizy sugerują, że niektóre spośród układów zawierających planetę na bardzo ekscentrycznej orbicie, w rzeczywistości mogą być złożone z kilku planet na orbitach prawie kołowych.

## Liczba odkrytych planet

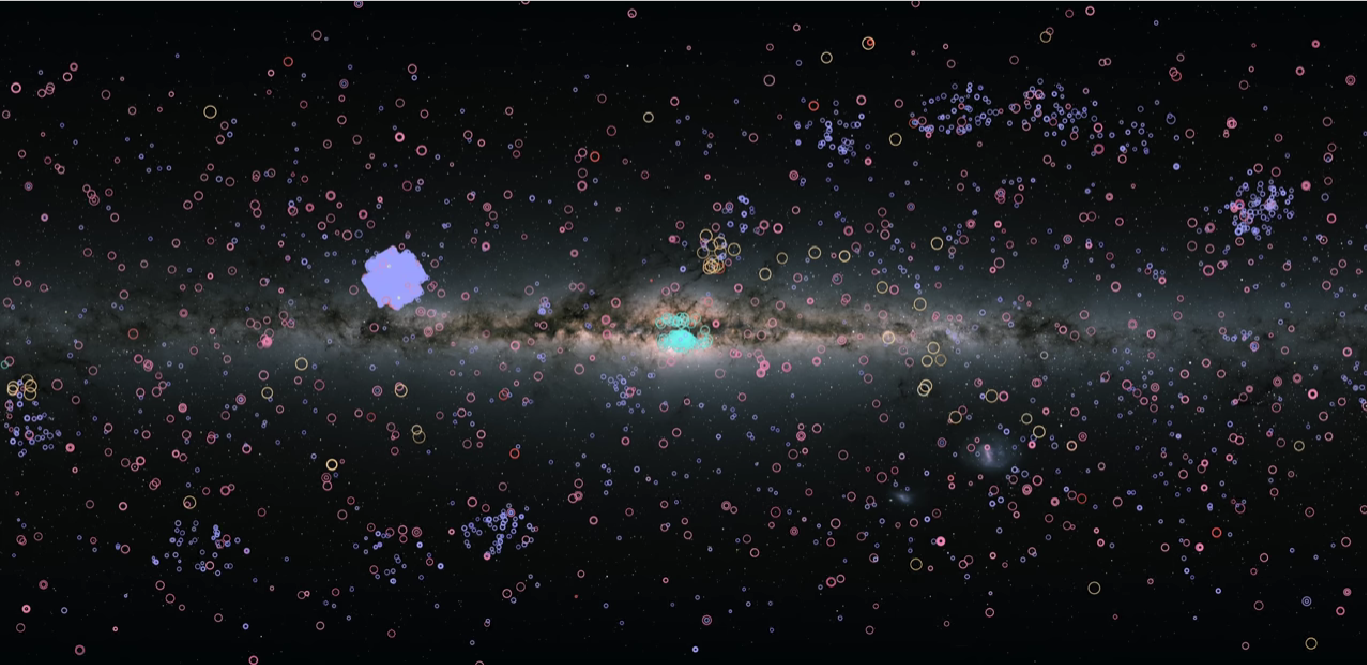
Położenia odkrytych układów planetarnych, stan wiedzy z marca 2022

Potwierdzenie istnienia planety, o której odkryciu doniósł zespół astronomów, zależy od użytej metodologii. Bezdyskusyjne jest istnienie planet, które zaobserwowano bezpośrednio i stwierdzono ich ruch wokół gwiazdy, jednak takich przypadków jest stosunkowo niewiele. Często nie jest też oczywiste, w jaki sposób przypisywać planetom kolejność odkrycia. Do 6 kwietnia 2023 roku Encyklopedia pozasłonecznych układów planetarnych stwierdzała istnienie 7443 planet, zaś serwisy NASA Exoplanet Archive i Exoplanet Exploration informowały o istnieniu łącznie 5869 potwierdzonych planet. Liczba odkrytych planet wzrosła skokowo w 2014 i 2016 roku, wraz z publikacją wyników analiz obserwacji teleskopu Kepler.
Wykres przedstawiający liczbę odkrytych planet według roku (Encyklopedia pozasłonecznych układów planetarnych, stan na 21 marca 2022):

## Historia badań

### Początki
Z uwagi na znikomą ilość światła odbijanego przez planety pozasłoneczne w porównaniu z ilością promieniowania emitowanego przez ich macierzyste gwiazdy i brak dostatecznie dokładnych pośrednich metod badawczych, astronomowie bardzo długo nie potrafili udowodnić istnienia tych odległych światów. Pierwsze naukowe doniesienia o odkryciu planet pozasłonecznych pojawiły się jeszcze w XIX wieku. Jednym z najwcześniejszych było doniesienie W.S. Jacoba z obserwatorium w Madrasie, należącego do Brytyjskiej Kompanii Wschodnioindyjskiej w 1855 r., który stwierdził, że w układzie gwiazdy podwójnej 70 Ophiuchi występują anomalie sugerujące, że istnienie „ciała planetarnego” w układzie jest wysoce prawdopodobne. Doniesienie wsparły obserwacje Thomasa J.J. See z Uniwersytetu Chicago, który w latach 90. XIX wieku stwierdził, że anomalie dowodzą istnienia ciemnego ciała krążącego wokół jednej z gwiazd systemu 70 Ophiuchi z 36-letnim okresem orbitalnym, jednak Forest R. Moulton dowiódł, że układ trzech ciał o takich parametrach orbitalnych byłby niestabilny. 
W latach 50. i 60. XX wieku Peter van de Kamp ze Swarthmore College dowodził na podstawie astrometrii, że wokół niedalekich gwiazdy Barnarda (należącej do populacji czerwonych karłów, istotnie mniejszej od Słońca) i Lalande 21185 krążą planety. Doniesienia te były błędne, podobnie jak dużo późniejsze, z 2018 roku. Dopiero w 2024 udało się faktycznie wykryć niewielką planetę GJ 699 b, krążącą wokół gwiazdy Barnarda.
W 1981 roku zauważono krótkie pociemnienie blasku gwiazdy Beta Pictoris, które zinterpretowano jako możliwe przejście planety przed tarczą gwiazdy; ta interpretacja długo była uznawana za wątpliwą, jednak w 2008 roku udało się zaobserwować planetę, której orbita istotnie pozwala na przejścia przed tarczą gwiazdy przy obserwacjach z Ziemi. W 1988 roku stwierdzono, że gwiazdę Gamma Cephei najprawdopodobniej okrąża masywna planeta, ale odkrycie później podano w wątpliwość; realność planety została potwierdzona dopiero w 2003 roku. W 1989 roku odkryto obiekt HD 114762 b, co do którego przez długi czas nie było pewności, czy jest planetą, czy masywniejszym ciałem, np. pierwszym odkrytym brązowym karłem.

### Pierwsze potwierdzone odkrycia
Pierwszej udanej detekcji planety pozasłonecznej (Gamma Cephei b, Tadmor) przy zastosowaniu metod dopplerowskich dokonali w 1988 roku kanadyjscy astronomowie B. Campbell, G.A.H. Walker i S. Yang, jednak ich odkrycie doczekało się ostatecznego potwierdzenia dopiero w 2002 roku.
Radioastronomowie przez wiele lat obserwowali pulsary, które wytwarzają niezwykle stabilne ciągi impulsów. Najmniejsze zmiany częstotliwości takiej kosmicznej radiolatarni są możliwe do wykrycia dzięki analizie docierających od niej bardzo regularnych sygnałów. Takie zmiany może powodować na przykład ruch pulsara wokół środka masy spowodowany obieganiem go przez planety. 21 kwietnia 1992 roku polski radioastronom Aleksander Wolszczan oraz kanadyjski radioastronom Dale Frail opublikowali pracę, w której donosili o odkryciu trzech planet pozasłonecznych, znajdujących się w układzie planetarnym pulsara PSR 1257+12 (Lich).
Część naukowców sądziła, że były one niegdyś gazowymi olbrzymami, które wybuch umierającej gwiazdy odarł z zewnętrznych powłok, pozostawiając skaliste jądra. Dziś sądzi się raczej, że powstały one dużo później, z materii pozostałej po wybuchu supernowej.
Przez cztery lata układ Wolszczana był jedynym znanym poza Układem Słonecznym. Naukowcy próbowali dowodzić istnienie planet wokół „normalnych” gwiazd, badając ich jasność. Planeta, przechodząc przed tarczą swojego słońca, zasłania część emitowanego przez nie światła. Zjawisko powtarza się periodycznie z okresem równym okresowi obiegu planety wokół swojej macierzystej gwiazdy. Jednak ówczesne przyrządy badawcze nie były wystarczająco czułe, aby opierając się na tej metodzie, dowieść istnienia planet pozasłonecznych.
Pierwszą planetę pozasłoneczną, krążącą wokół „zwykłej” gwiazdy należącej do ciągu głównego, odnaleziono dopiero w 1995 roku. Dzięki wnikliwej obserwacji widma podobnej do Słońca gwiazdy Helvetios (51 Pegasi), uczeni z Uniwersytetu w Genewie, Michel Mayor i Didier Queloz stwierdzili, że okrąża ją planeta. Odkryty układ znacznie różnił się od Układu Słonecznego. Planeta Dimidium (51 Pegasi b) okazała się być globem wielkości Jowisza (0,47 MJ) krążącym w odległości zaledwie 0,05 au od gwiazdy, czyli dwadzieścia razy mniejszej niż odległość dzieląca Ziemię od Słońca.

## Poszukiwania

### Efekt Dopplera

Dwa ciała znacznie różniące się masą krążące wokół środka mas (podobnie jak w układzie planety i gwiazdy)

Astronomowie odkryli tego typu planetę nie przez przypadek. Bliskość do gwiazdy macierzystej oraz duża masa sprzyjała skutecznemu zastosowaniu nowej metody poszukiwania planet pozasłonecznych. Gwiazda wraz ze swoją planetą (lub planetami) tworzy układ mas wzajemnie na siebie oddziałujących. Oba ciała obiegają wspólny środek masy układu, co oznacza, że gwiazda nie tylko kręci się wokół własnej osi, ale również przemieszcza się w przestrzeni, raz zbliżając się do Ziemi, raz od niej oddalając. Innymi słowy prędkość radialna gwiazdy wykazuje okresowy trend zmian. Taki ruch powoduje, iż linie widmowe badanej gwiazdy raz przesuwają się ku fioletowi, a raz ku czerwieni (jest to efekt Dopplera). Analizując takie przesunięcia astronomowie potrafią obliczyć, ile planet krąży wokół gwiazdy i jakie są ich minimalne masy. W ten sposób można wykryć jednak tylko albo bardzo masywne planety, albo krążące niezwykle blisko gwiazdy macierzystej. Gdyby hipotetyczny pozasłoneczny astronom użył tej metody do poszukiwania planet wokół Słońca, mógłby odkryć Jowisza, ale też łatwo mógłby przeoczyć obecność Ziemi.
Metoda ta była najbardziej wydajną spośród używanych w pierwszych dwóch dekadach badań i pozostaje wiodącą metodą przy obserwacjach prowadzonych z powierzchni Ziemi. Jak dotąd (stan na 21 marca 2022) zaobserwowano w ten sposób 992 planety.

### Przejścia przed tarczami gwiazd
Obserwacje tranzytów, czyli przejść planety przed tarczą gwiazdy, stały się najwydajniejszą metodą wykrywania egzoplanet, dzięki przeznaczonej do ich obserwacji misji kosmicznej Kepler. Jak dotąd (stan na 21 marca 2022) zaobserwowano w ten sposób 3514 planet. Znaczący jest fakt, że metoda ta jest bardzo ograniczona, wymaga bowiem specyficznego ustawienia płaszczyzny orbity odległej planety względem Ziemi; mnogość obiektów wykrytych dzięki niej świadczy o tym, jak pospolite w naszej Galaktyce są planety. Pierwszą planetą pozasłoneczną, dla której zaobserwowano tranzyt, jest HD 209458 b, a pierwszą planetą odkrytą za pomocą tej metody jest OGLE-TR-56b. Technika ta daje możliwość wyznaczenia nie tylko masy, ale i promienia, a zatem także gęstości planety, co pozwala wnioskować o jej budowie. Pozwala również odkrywać globy bardzo odległe od Ziemi. Pozwoliła ona także odkryć atmosferę planety HD 209458 b, której skład chemiczny pozwoliły ustalić dalsze obserwacje.

### Inne techniki
- Astrometria – przez prawie 50 lat astronomowie usiłowali odnaleźć planety pozasłoneczne za pomocą astrometrii, czyli precyzyjnych pomiarów ruchu gwiazd po sferze niebieskiej, zaburzanego przez krążące planety. Słynna stała się kwestia planet krążących wokół Gwiazdy Barnarda, których istnienie postulował przez lata Peter van de Kamp. Metodą tą wskazano wiele gwiazd, które miały posiadać towarzyszy, lecz udało się potwierdzić istnienie zaledwie 15 obiektów, z których tylko dwa mają masę dość niską, aby z wysokim prawdopodobieństwem być planetą, a nie brązowym karłem (stan na 21 marca 2022)[2].

- Bezpośrednia obserwacja planety w niektórych szczególnych przypadkach także jest możliwa. Jak dotąd (stan na 21 marca 2022) zaobserwowano w ten sposób 187 planet[2]. Masywne, młode globy emitują duże ilości promieniowania podczerwonego; jeśli znajdują się one odpowiednio daleko od macierzystych gwiazd, można zarejestrować ich światło. Pozostaje wtedy tylko udowodnić, że mamy do czynienia z planetą, a nie brązowym karłem. Bezpośrednią obserwację planet skalistych mają zapewnić dopiero planowane olbrzymie teleskopy, takie jak E-ELT, Thirty Meter Telescope, a w dalszej perspektywie teleskop kosmiczny LUVOIR. Pierwszym ciałem, którego planetarną naturę potwierdzono tą metodą, był obiekt 2M1207b[22].

- Mikrosoczewkowanie grawitacyjne – zjawisko to polega na ugięciu światła odległych gwiazd, gdy na ich tle przesuwa się planeta, co prowadzi do chwilowego pojaśnienia blasku. Jak dotąd (stan na 21 marca 2022) zaobserwowano w ten sposób 173 planety[2]. W 2005 roku zespół OGLE doniósł o odkryciu w ten sposób planety typu ziemskiego, OGLE-2005-BLG-390L b; żadna inna metoda nie pozwalała w tym czasie znajdować tak małych globów. Tą metodą odkryty został układ OGLE-2006-BLG-109L, przypominający Układ Słoneczny w miniaturze. Wiemy, że zawiera on dwie planety – odpowiedniki Jowisza i Saturna, a może także posiadać wewnątrz ich orbit mniejsze ciała np. wielkości Ziemi. Informację o tym układzie planetarnym, autorstwa polskich naukowców z zespołu Andrzeja Udalskiego, zamieścił w lutym 2008 tygodnik „Science”.

- Pomiary nieregularności zmian blasku gwiazd zmiennych – pulsarów, gwiazd podwójnych lub pulsujących białych karłów. Tą metodą odkryto pierwsze potwierdzone planety pozasłoneczne, krążące wokół pulsara PSR 1257+12 i kilka planet krążących wokół obu składników gwiazdy podwójnej. Jak dotąd (stan na 21 marca 2022) zaobserwowano w ten sposób 47 planety; ponadto zaburzenia czasu tranzytu znanych planet pozwoliły na odkrycie 24 innych planet, które nie przechodzą przed tarczą gwiazdy[2].

## Rodzaje planet

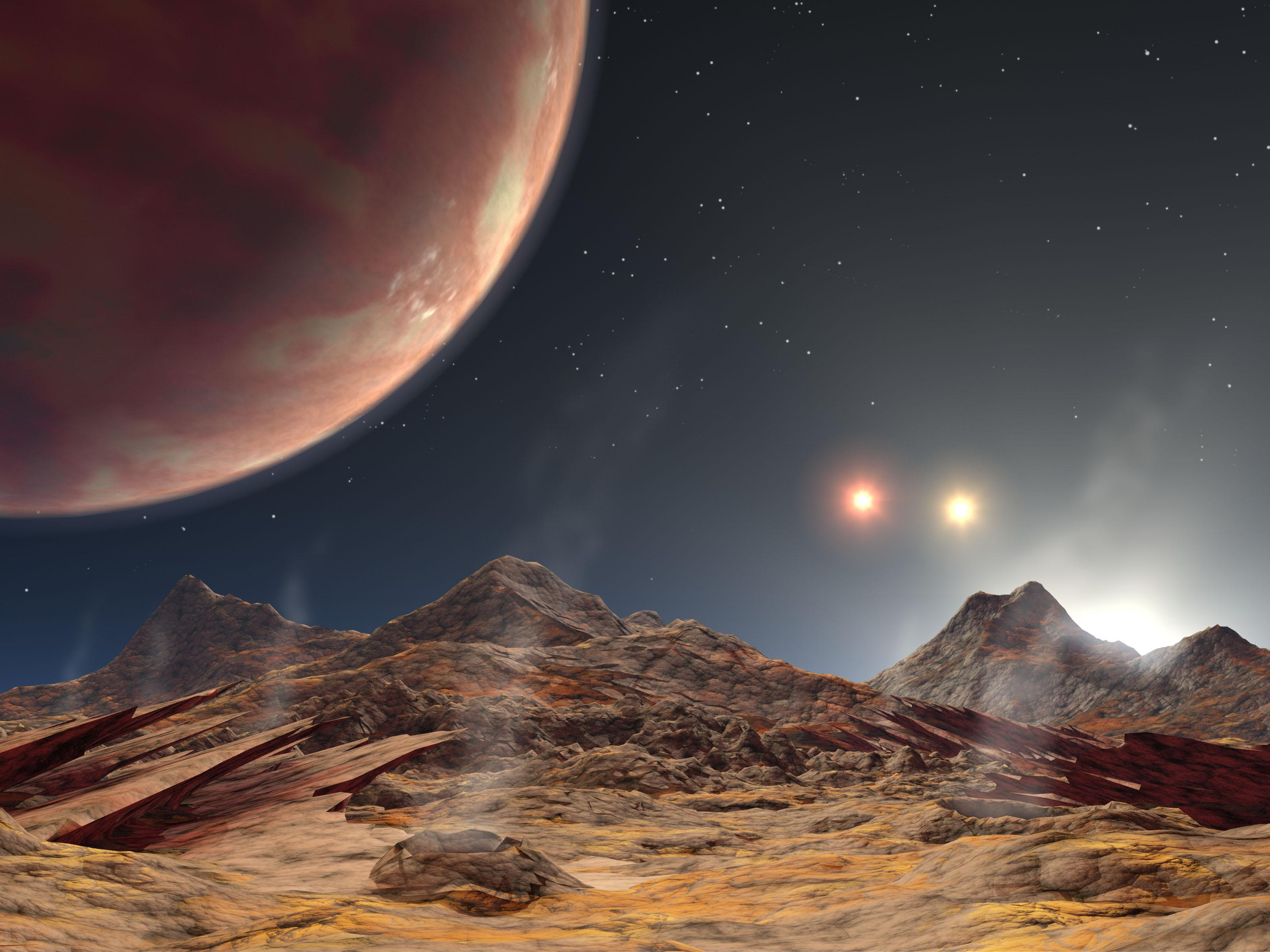
Potrójny zachód słońca na HD 188753 A b – wizja artysty (Źródło: NASA/JPL-Caltech)

### Gazowe olbrzymy
Zaskoczeniem dla uczonych była różnorodność pozasłonecznych układów planetarnych. Spodziewano się, że najłatwiej będzie wykryć planety typu Jowisza, ze względu na ich wielką masę. Jednak niewielu astronomów spodziewało się znalezienia gazowych olbrzymów krążących bliżej swoich gwiazd niż Merkury, albo o orbitach tak wydłużonych (dokładniej: ekscentrycznych) jak orbity komet w Układzie Słonecznym.

#### Gorące jowisze

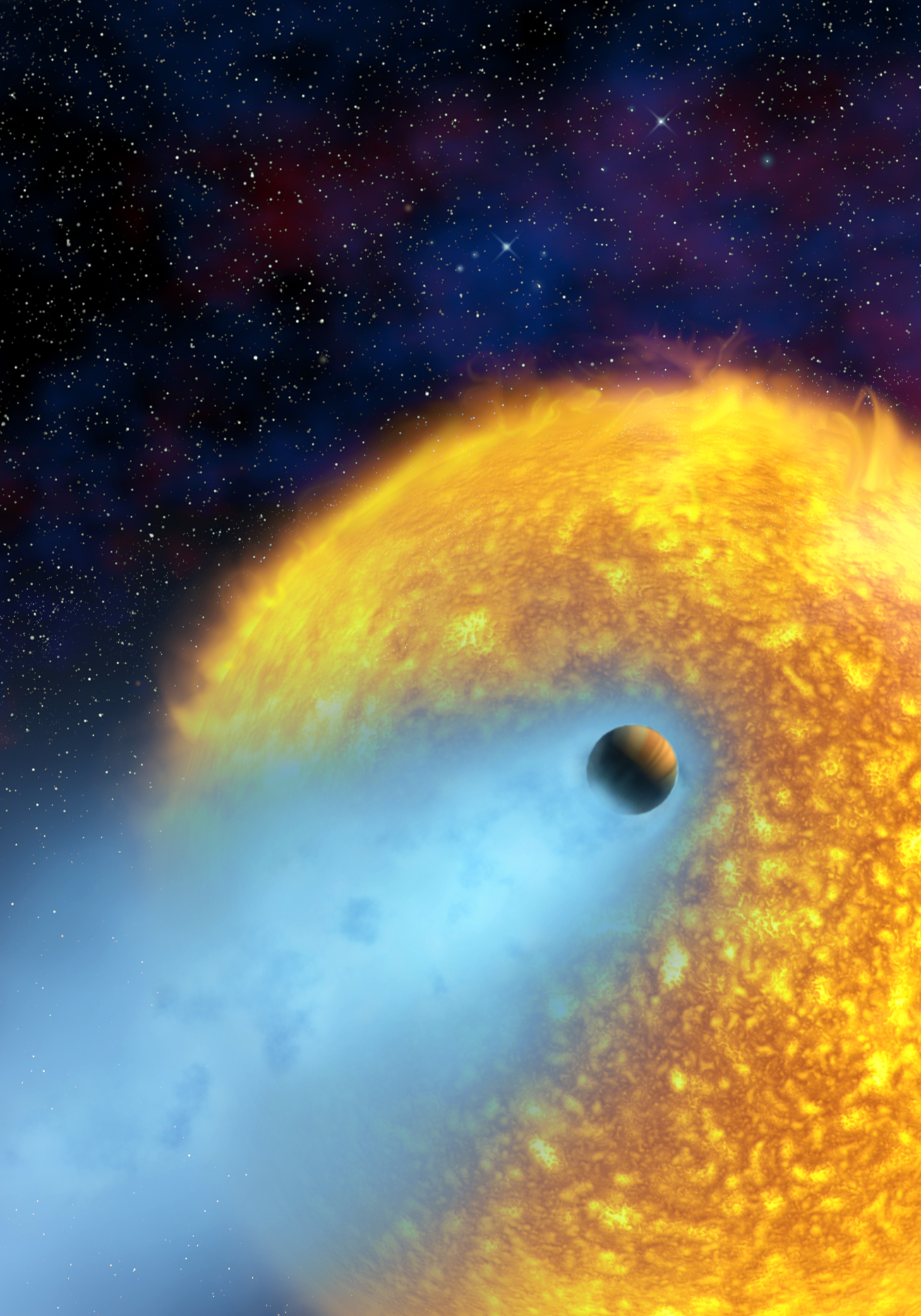
Gwiazda HD 209458 oraz okrążająca ją planeta HD 209458 b zaliczana do gorących jowiszy – wizja artysty

Planety zbliżone masą do Jowisza krążące blisko swoich słońc nazwano gorącymi jowiszami (ang. Hot Jupiters). Okazały się one być niezwykle pospolite. Geoffrey Marcy i R. Paul Butler w 1999 roku odkryli planetę HD 209458 b (o nieformalnej nazwie Ozyrys), która zyskała sławę w roku 2005 po tym, gdy (po raz pierwszy) udało się ustalić skład chemiczny jej atmosfery dzięki bezpośrednim obserwacjom emitowanego przez nią światła.
Interesującym zjawiskiem, które jak się sądzi często dotyka gorące jowisze, jest parowanie atmosfer. Ze względu na niewielką odległość od gwiazdy macierzystej, wodór i hel z wyższych warstw atmosfery są intensywnie „zdmuchiwane” przez promieniowanie. Prowadzi to do powstania gazowego warkocza, przypominającego gigantyczny warkocz kometarny. Jego istnienie zostało potwierdzone przez obserwacje tranzytu wspomnianej planety HD 209458 b. Uważa się, że proces ten może po bardzo długim czasie doprowadzić do całkowitego odarcia planety z otoczki gazowej, pozostawiając nagie jądro planety, pod wieloma względami podobne do planety skalistej.

#### Gorące neptuny
Zainteresowanie badaniami planet pozasłonecznych koncentruje się oczywiście wokół niewielkich planet, wśród których astronomowie mają nadzieję odkryć obiekty podobne do Ziemi. Jednakże trzeba pamiętać, że zwykle można ocenić tylko masę i parametry orbity odkrytej planety. Mało masywne globy, krążące blisko swoich gwiazd, mogą być zarówno wielkimi planetami skalistymi, jak i ciałami o zupełnie innej naturze – gorącymi neptunami.
W 2007 obserwowano przejście odkrytej trzy lata wcześniej planety GJ 436 b na tle gwiazdy. Udało się stwierdzić, że planeta ma nie tylko masę (0,067 MJ, czyli 21 M🜨), ale i promień podobny do Neptuna. To sugeruje, że nie jest ona zbudowana ze skał, ale należy do tej właśnie klasy planet. Przypuszczalnie składa się głównie z egzotycznych, wysokotemperaturowych odmian lodu skrytych pod grubą warstwą atmosfery.
Gorące neptuny znacząco różnią się od gorących jowiszy. Sądzi się, że powstają one na skutek migracji planet typu Neptuna (tzw. lodowych olbrzymów) w cieplejsze rejony bliżej gwiazdy, we wczesnych etapach tworzenia układu. Warto wspomnieć, że taki migrujący glob może skończyć swoją wędrówkę wcześniej, w obrębie ekosfery gwiazdy, czyli tam, gdzie woda pozostaje w stanie ciekłym. Staje się ona wtedy planetą oceaniczną, całkowicie pokrytą oceanem głębokim na setki kilometrów – potencjalnym siedliskiem życia.

### Planety skaliste

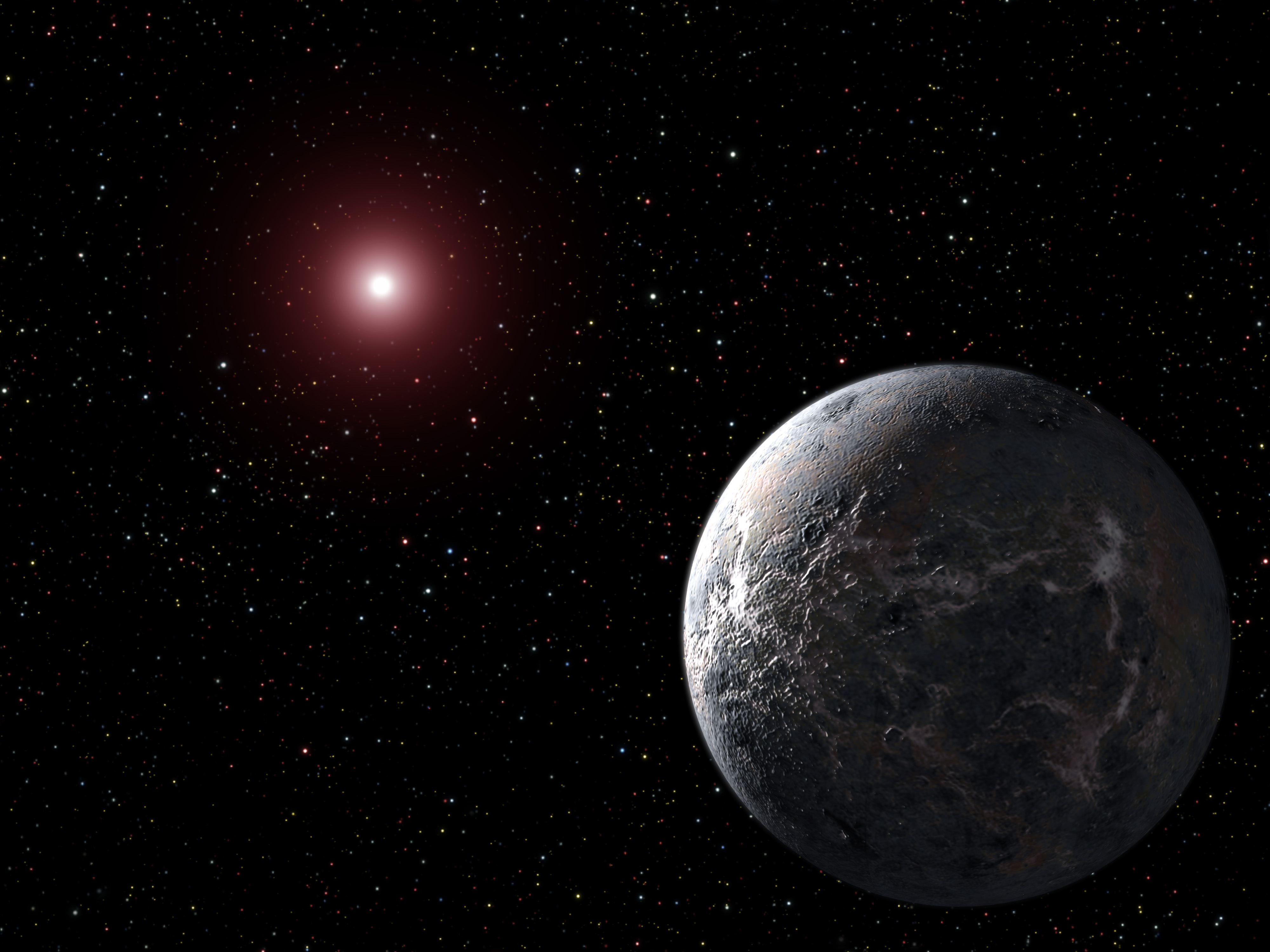
Planeta skalista OGLE-2005-BLG-390 Lb, lodowaty glob okrążający czerwonego karła – wizja artysty

Ze względu na ograniczenia metod detekcji planet pozasłonecznych obecnie jedynym kryterium, które pozwala stwierdzić, czy odkryta planeta jest skalista (typu ziemskiego), jest jej masa. Niewielkie planety, o masie rzędu 10 M🜨 (~0,03 MJ) i niższej, są najprawdopodobniej zbudowane ze skał – taka masa nie wystarczy do utrzymania gęstej atmosfery, cechującej olbrzymy. Duże sukcesy w ich odkrywaniu odnoszą zespoły naukowców badających mikrosoczewkowanie grawitacyjne – OGLE (The Optical Gravitational Lensing Experiment), MOA (Microlensing Observations in Astrophysics) i μFUN-PLANET, który powstał z połączenia zespołów μFUN (Microlensing Follow-Up Network) i PLANET (Probing Lensing Anomalies NETwork).
Pierwsze odkryte planety skaliste okazały się globami niegościnnymi dla życia, o ekstremalnych warunkach klimatycznych. W czerwcu 2005 w pobliskim układzie czerwonego karła znaleziono planetę Gliese 876 d (5,9 M⊕), która krąży po ciasnej orbicie wokół gwiazdy i ma powierzchniową temperaturę ok. 400 °C. Podobna jest więc raczej do olbrzymiego Merkurego niż do Ziemi. Później odkryte zostały również planety krążące w dużej odległości od gwiazd, o powierzchniowych temperaturach poniżej −200 °C: OGLE-2005-BLG-390L b (5,4 M⊕) i MOA-2007-BLG-192-L b (3,3 M⊕). Przypuszczalnie są to lodowo-skalne globy podobne do Plutona.
Poszukiwania planet skalistych przynoszą także odkrycia bardziej obiecujące z punktu widzenia życia, jakie znamy. W kwietniu 2007 odkryte zostały planety Gliese 581 c i d, z których początkowo c została uznana za pierwszą planetę skalistą w ekosferze swojej gwiazdy. Dalsze obserwacje i obliczenia wskazały jednak, że to planeta d krąży w obrębie ekosfery. Przy masie 0,022 MJ (7,1 M⊕) i przypuszczalnie gęstej atmosferze, w której zachodzi efekt cieplarniany podnoszący temperaturę powierzchni, jest ona pierwszą potencjalną planetą oceaniczną.
W czerwcu 2008 roku odkryto interesujący układ HD 40307, w którym po kołowych orbitach krążą trzy planety skaliste i nie ma żadnego gazowego olbrzyma. To odkrycie może sugerować, że planety skaliste są nawet trzykrotnie liczniejsze od planet-olbrzymów.

### Gazowe karły
Planety o wielkości pomiędzy planetami skalistymi a gazowymi olbrzymami, o masie pomiędzy 1,7 a 4 masami Ziemi, posiadające skaliste jądro i bardzo gęstą, grubą atmosferę.

### Inne
Wyróżnia się również lodowe olbrzymy podobne do Urana lub Neptuna oraz nie występujące w Układzie Słonecznym planety oceaniczne, całkowicie pokryte wodami oceanu; wydaje się, że do przedstawicieli tej grupy należy GJ 1214 b. Wyróżniane bywają także planety lawowe, skaliste globy krążące tak blisko swoich gwiazd, że są pokryte „oceanem” stopionych skał.